# Frasera puberulenta
Frasera puberulenta är en gentianaväxtart som beskrevs av Anstruther Davidson. Frasera puberulenta ingår i släktet Frasera och familjen gentianaväxter. Inga underarter finns listade i Catalogue of Life.